# Bierzo

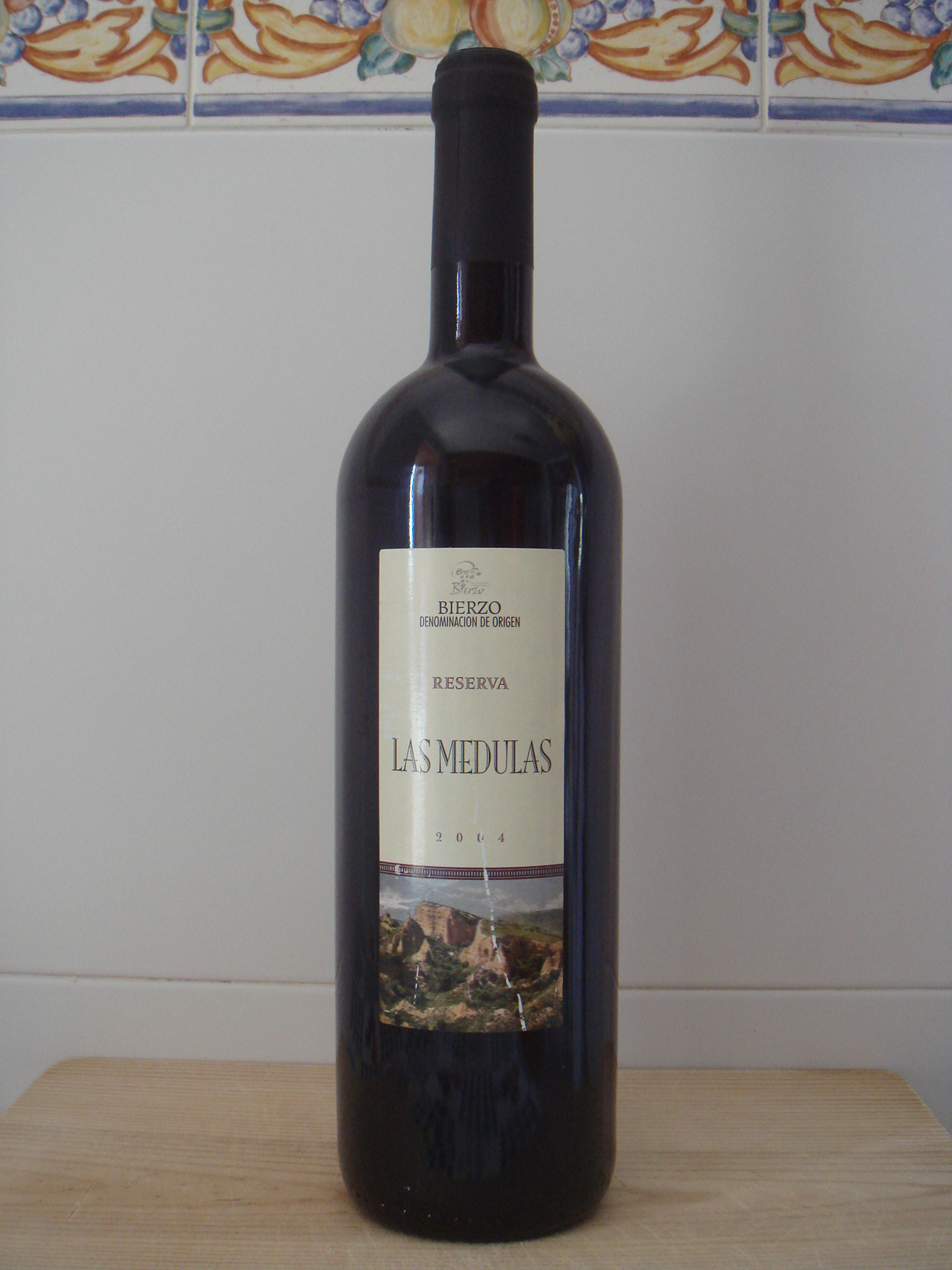
Bottiglia di Bierzo

Bierzo è un vino spagnolo, di denominazione di origine dal 1989, prodotto nella regione di Castiglia e León.
La zona di coltivazione è nella valle del fiume Sil.

## Uva
Rosse
Autorizzate:
- Mencía
- Garnacha tinta

Sperimentali (In attesa di approvazione):
- Tempranillo
- Merlot
- Cabernet Sauvignon

Bianche
- Doña Blanca
- Godello

## Annate

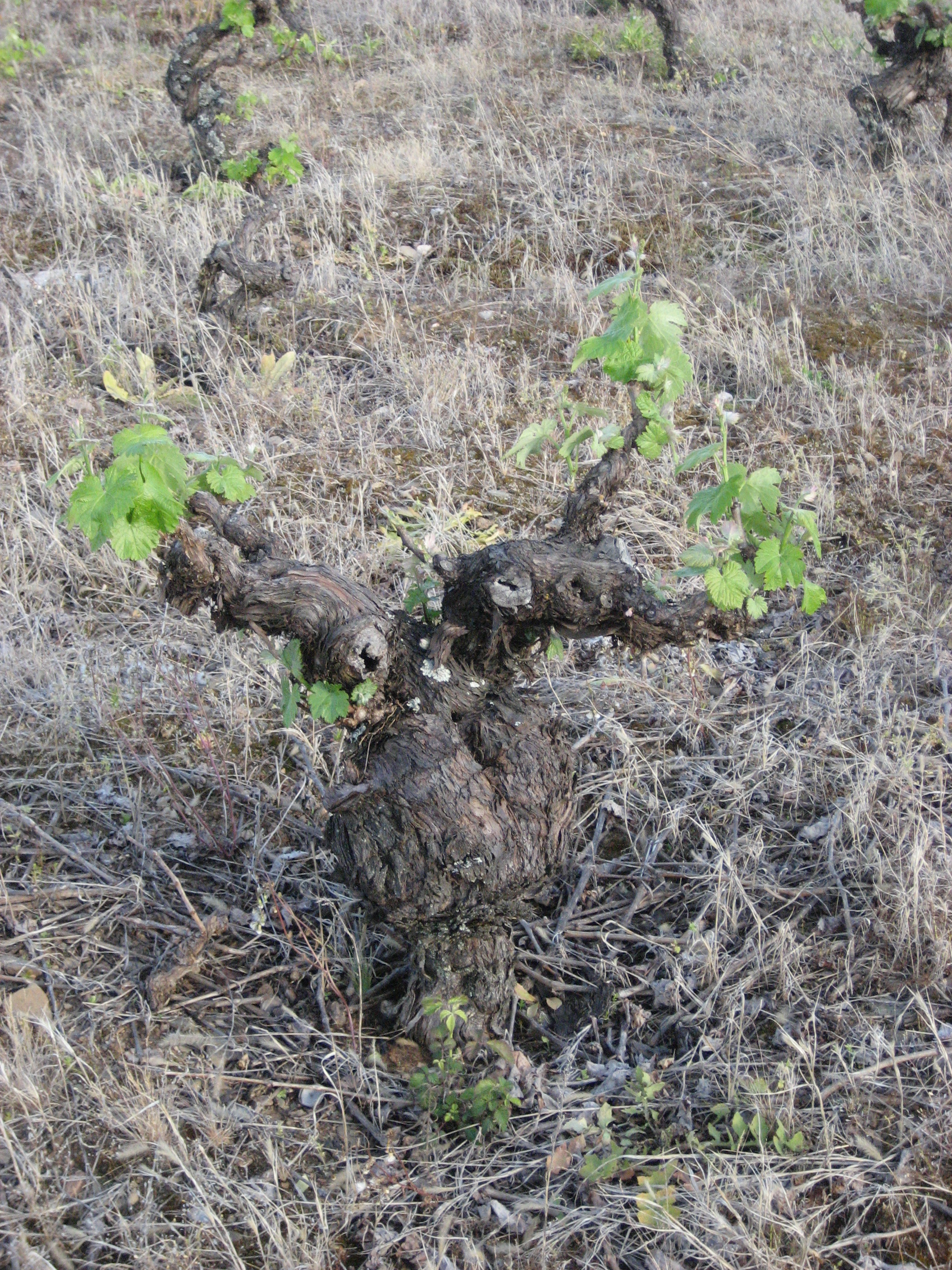
Piccola vite a maggio (San Lorenzo del Bierzo).

Di seguito le annate
- 1989 Molto buona
- 1990 Molto buona
- 1991 Molto buona
- 1992 Eccellente
- 1993 Regolare
- 1994 Molto buona
- 1995 Buona
- 1996 Molto buona
- 1997 Buona
- 1998 Buona
- 1999 Buona
- 2000 Molto buona
- 2001 Molto buona
- 2002 Molto buona
- 2003 Molto buona
- 2004 Molto buona
- 2005 Eccellente
- 2006 Molto buona
- 2007 Eccellente
- 2008 Molto buona
- 2009 Molto buona
- 2010 Molto buona
- 2011 Molto buona
- 2012 Eccellente
- 2013 Molto buona
- 2014 Eccellente
- 2015 Eccellente
- 2016 Eccellente
- 2017 Molto buona
- 2018 Eccellente
- 2019 Eccellente
- 2020 Eccellente